# Rodea el Congreso

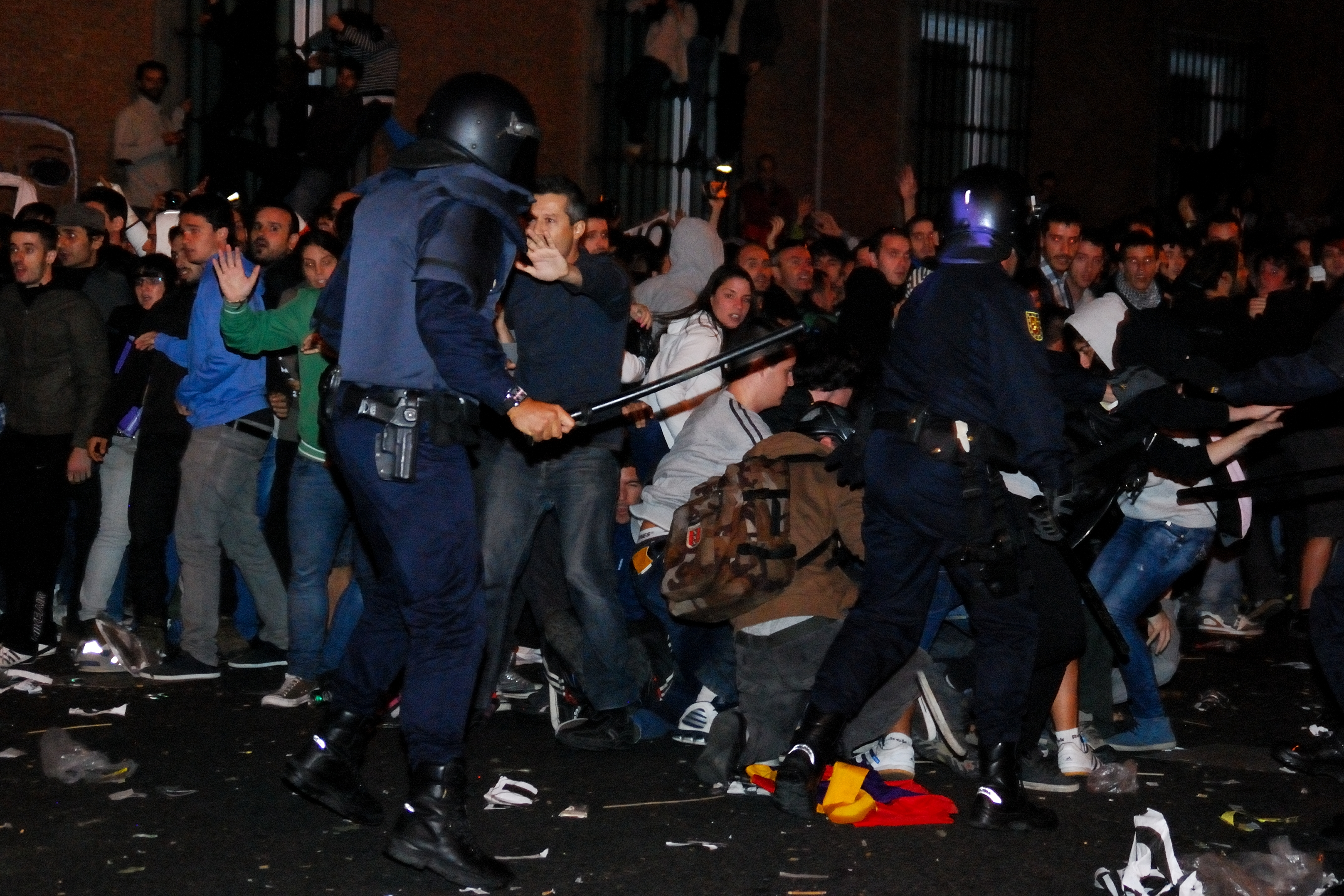
Càrregues policials en la nit del 25 de setembre vora el Congrés

Rodea el Congreso, també coneguda com a 25-S i en un principi Ocupa el Congreso va ser una acció convocada pel dimarts 25 de setembre de 2012 a la ciutat de Madrid, amb la intenció d'envoltar el Congrés dels Diputats d'Espanya. La idea original d'encerclar el congrés va sortir del col·lectiu Plataforma ¡En Pie!, mentre que l'anomenada Coordinadora 25-S acollí assemblees i altres col·lectius que volguessin participar en la protesta.
La manifestació va ser autoritzada per la Delegació del Govern a Madrid. Es va realitzar un gran desplegament policial de més d'un miler d'agents, entre els quals es trobaven 1350 agents de la Unitat d'Intervenció Policial, coneguts popularment com a antidisturbis. Endemés es va barrar i restringir el pas a la Carrera de San Jerónimo, on hi ha el Congrés, així com nombrosos carrers adjacents. Durant el desenvolupament de la protesta diversos milers de persones es van concentrar a la Plaça de Neptuno de forma pacífica, encara que la manifestació va acabar sent dissolta mitjançant càrregues policials que fins i tot es van estendre a altres llocs com l'estació d'Atocha. El saldo final va ser de 34 detinguts i 64 ferits, 27 d'ells policies.
L'acció va rebre gestos de recolzo en altres ciutats espanyoles amb la convocatòria de diferents accions; també es van organitzar protestes en països estrangers com Alemanya, França i Països Baixos, encara que amb poca repercussió.
En resposta a les càrregues policials, es van convocar noves concentracions als voltants del Congrés per als dies 26 i 29 de setembre. Polítics, associacions i ONG van criticar la «desproporcionada» resposta policial del dia 25.

## Orígens de la convocatòria i dies previs

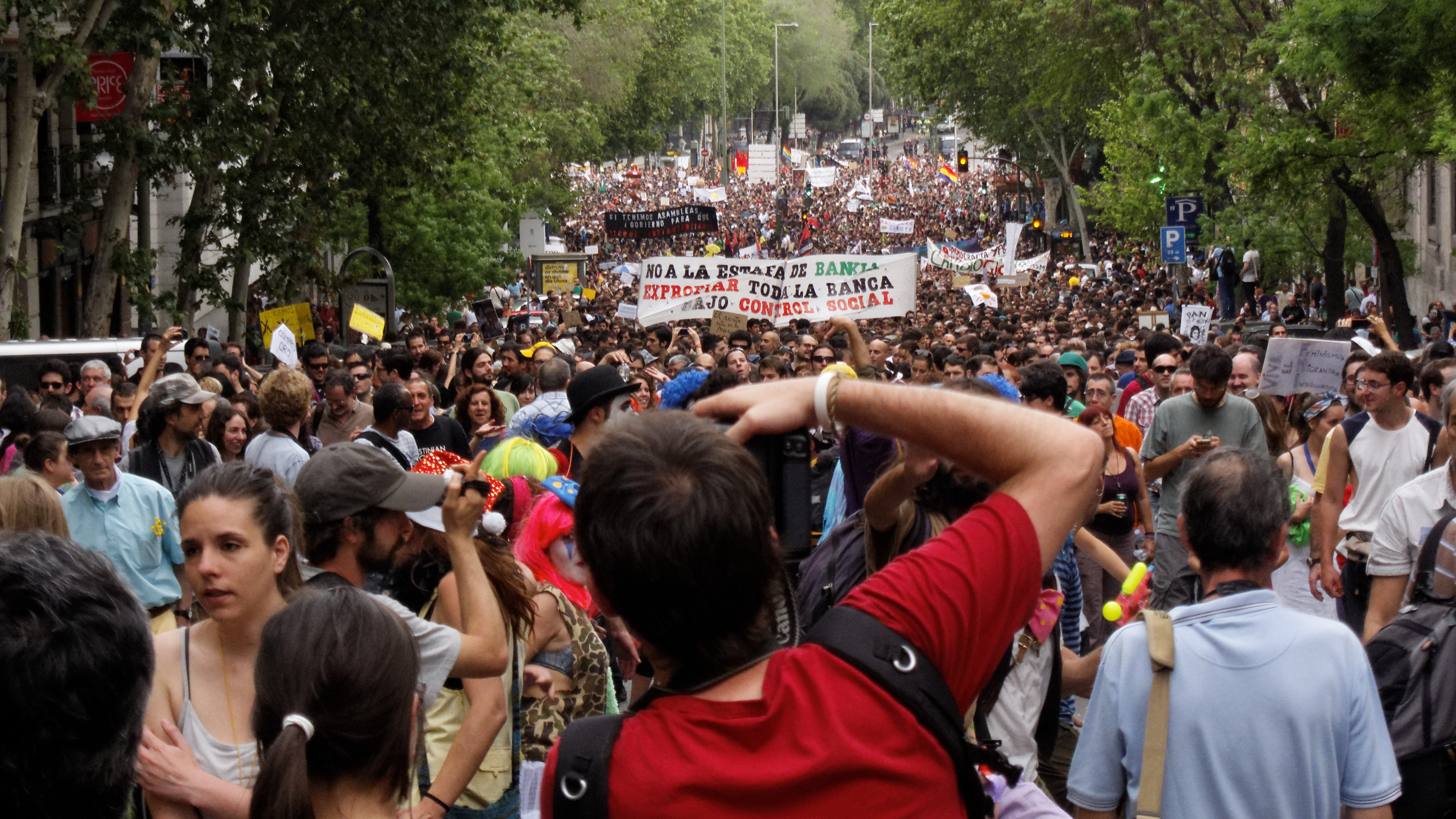
Manifestació del 12 de maig de 2012 a Madrid per commemorar el primer aniversari del 15-M

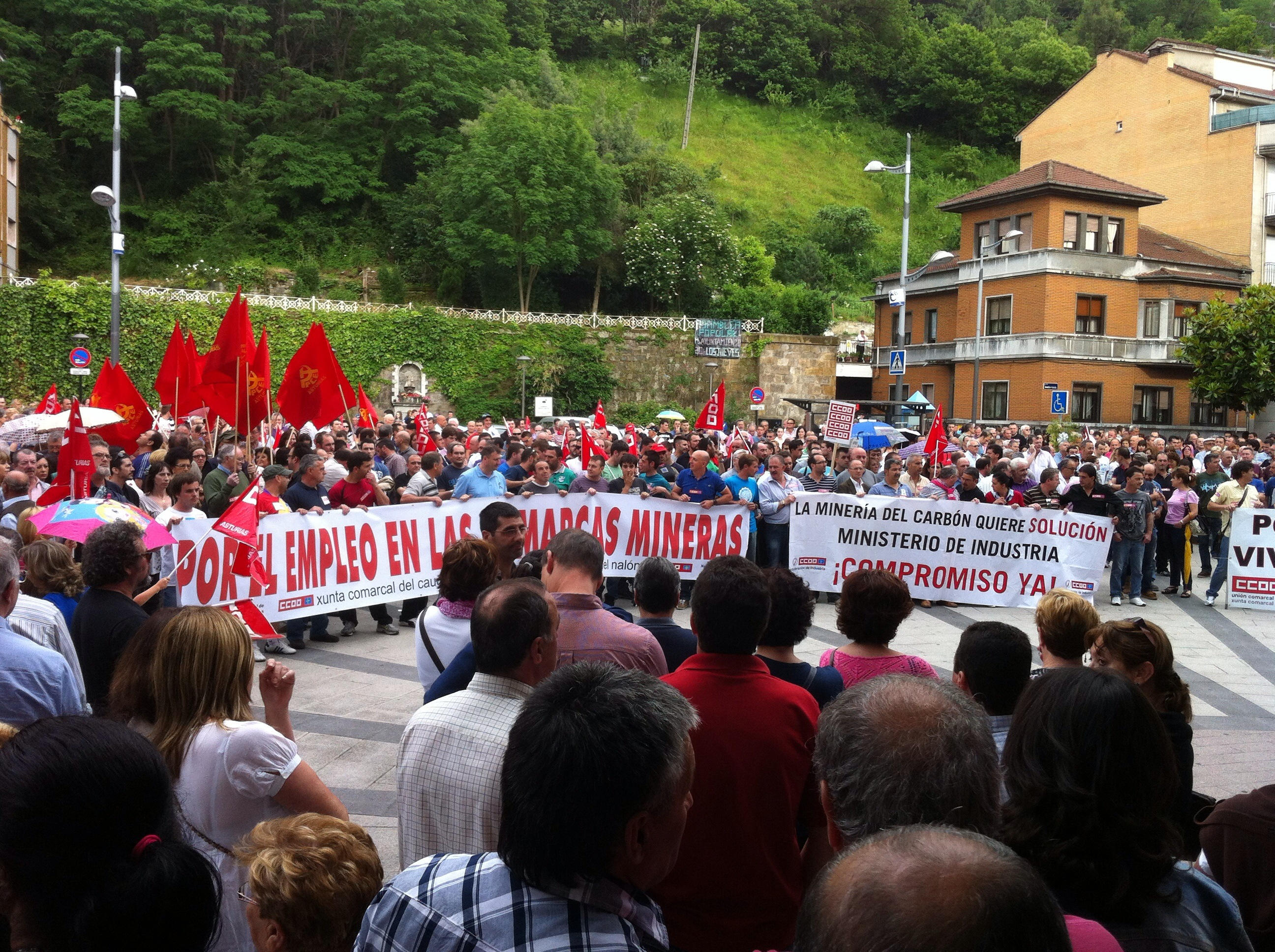
Concentració en defensa de la mineria a Mieres, Astúries. 2012 fou un any especialment intens en protestes ciutadanes a tot Espanya

La iniciativa sorgí en agost de 2012 d'una autodenominada Plataforma ¡En Pie!. D'acord amb l'Acta de Asamblea Intergrupos del 5 d'agost, la plataforma estaria coordinada amb: Asociación Unidad Cívica por la República, Plataforma d'Afectats per la Hipoteca de Madrid, Colectivo vivienda Madrid, ADESORG, Toma la tele, AudioviSol, Yayoflautas Madrid, Asamblea Alcalá de Henares, Asamblea Carabanchel, Asamblea Moratalaz, Asamblea Tetuán, Asamblea Logroño, 15M Murcia, Radio 15m Murcia, 15M Mallorca, Asamblea Majadahonda, Punto Sol, DryMadrid, Asamblea Hortaleza, Asamblea Monte Carmelo, 15M La Concepción, 15M Talavera, Asamblea Villaverde, Asamblea Salamanca i Asamblea Villa de Vallecas. Per altra banda, en la reunió del moviment 15M sobre l'acció "Ocupa el Congreso 25S", apareixen com a representants de la Plataforma ¡En Pie! persones del DRY (¡Democracia Real YA!) Santiago de Compostela, DRY Madrid, DRY Murcia, Anonymous Sevilla, 15M Tenerife, Grupo Constituyente Tenerife, DRY Murcia, PAH Murcia, DRY Mallorca i Política a Corto Plazo de Sol. malgrat tot va mantenir des del primer moment una relació ambivalent amb Democracia Real Ya i l'anomenat Moviment 15-M. Des del seu sorgiment es van anunciar mesures contra la iniciativa. Polèmiques també van ser les declaracions de la Delegada del Govern a Madrid, Cristina Cifuentes, qui va qualificar la convocatòria de "Cop d'estat" i va afirmar que posseïa una llista de negra d'entre 800 i 1.000 persones. Per la seva banda els promotors de la protesta van denunciar assetjament per part de la policia i la «intenció» de la Delegació del Govern a Madrid de criminalitzar el moviment. En els dies previs a la convocatòria quatre persones van ser detingudes i es van realitzar nombroses identificacions en assemblees. Partits polítics com Equo qualificarien d'«intolerable» la posterior imputació dels promotors del 25-S.

## Desenvolupament de les accions del 25 de setembre

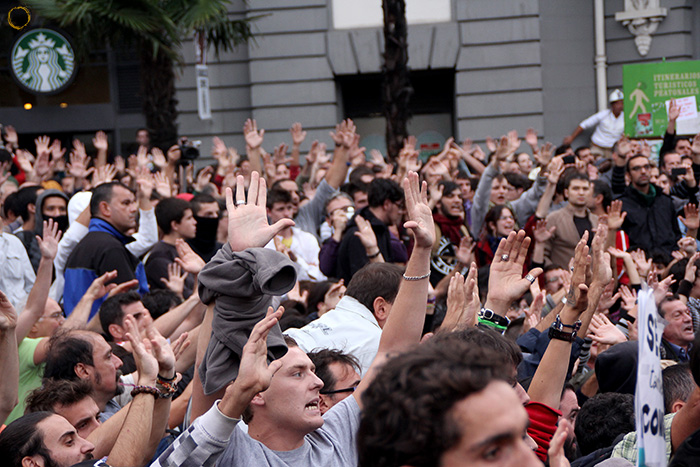
Manifestants davant del Congrés el dia 25

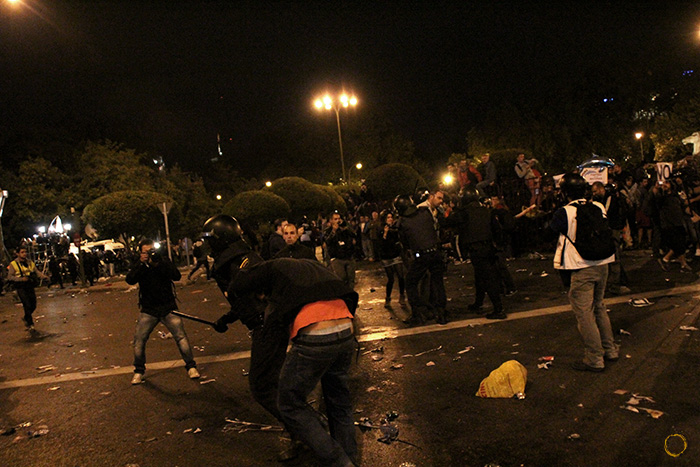
Detenció d'un manifestant durant les càrregues i el desallotjament de Neptuno

La jornada de protesta va començar amb la detenció i registre de diversos autobusos arribats a Madrid amb motiu de la convocatòria, procedents de Granada i Saragossa. Des del migdia es van succeir diferents accions com la benvinguda de manifestants procedents de diferents parts d'Espanya, marxes, xerrades i assemblees.
A partir de les 18:00 hores els manifestants van començar a concentrar-se en els voltants del Congrés, concretramente a Neptú i els seus limítrofs. Al crit de ho anomenen democràcia i no ho és, aquesta crisi no la paguem o que se'n vagin tots, milers de persones van protestar enfront del Congrés dels Diputats. La Delegació del Govern va xifrar la participació en 6.000 persones.
La primera càrrega policial es va produir a les 19:00 hores, encara que sense causes majors. La concentració, que s'havia desenvolupat sense incidents ressenyables va començar a ser dissolta per la policia a escassos minuts de les nou de la nit. Els agents van començar a carregar contra els manifestants i a disparar salves de pilotes de goma a l'aire. Amb l'intent de desallotjament de Neptuno es van començar a succeir els ferits —tant policies com manifestants— i les primeres detencions —que els manifestants presents van qualificar d'aleatòries. Dos dels detinguts van resultar ser policies infiltrats en la concentració, un d'ells va ser reduït per diversos agents mentre cridava «¡Que soy compañero, coño!» Posteriorment els comandaments de la policia van reconèixer els fets; per la seva banda els manifestants van acusar als infiltrats de ser els instigadors de la violència deslligada, extrem negat per la policia.

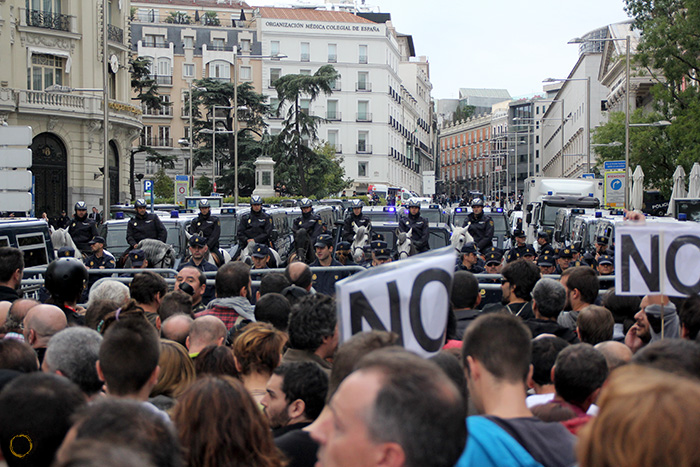
Manifestants davant les tanques i el fort dispositiu policial junt al Congrés

Després del desallotjament dels voltants del Congrés, els manifestants van tractar de fugir per diferents carrers propers, quedant molts d'ells atrapats entre dos anells formats per la policia. Els successos més polèmics van ocórrer quan diversos grups d'agents de la Unitat d'Intervenció Policial van perseguir als manifestants que fugien a l'estació d'Atocha. Els agents van penetrar en l'estació i varis de les seves andanes mentre prosseguien les càrregues i les salves a l'aire, produint-se diversos incidents entre policia, manifestants i periodistes.
El resultat final va ser de 34 detinguts i 64 ferits. Vuit dels organitzadors de l'esdeveniment van ser processats per l'Audiència Nacional. Aquests al seu torn van qualificar d'«èxit» la convocatòria i van denunciar l'actuació policial. Per la seva banda el Govern va felicitar als agents, negant la «brutalitat policial» denunciada pels manifestants.

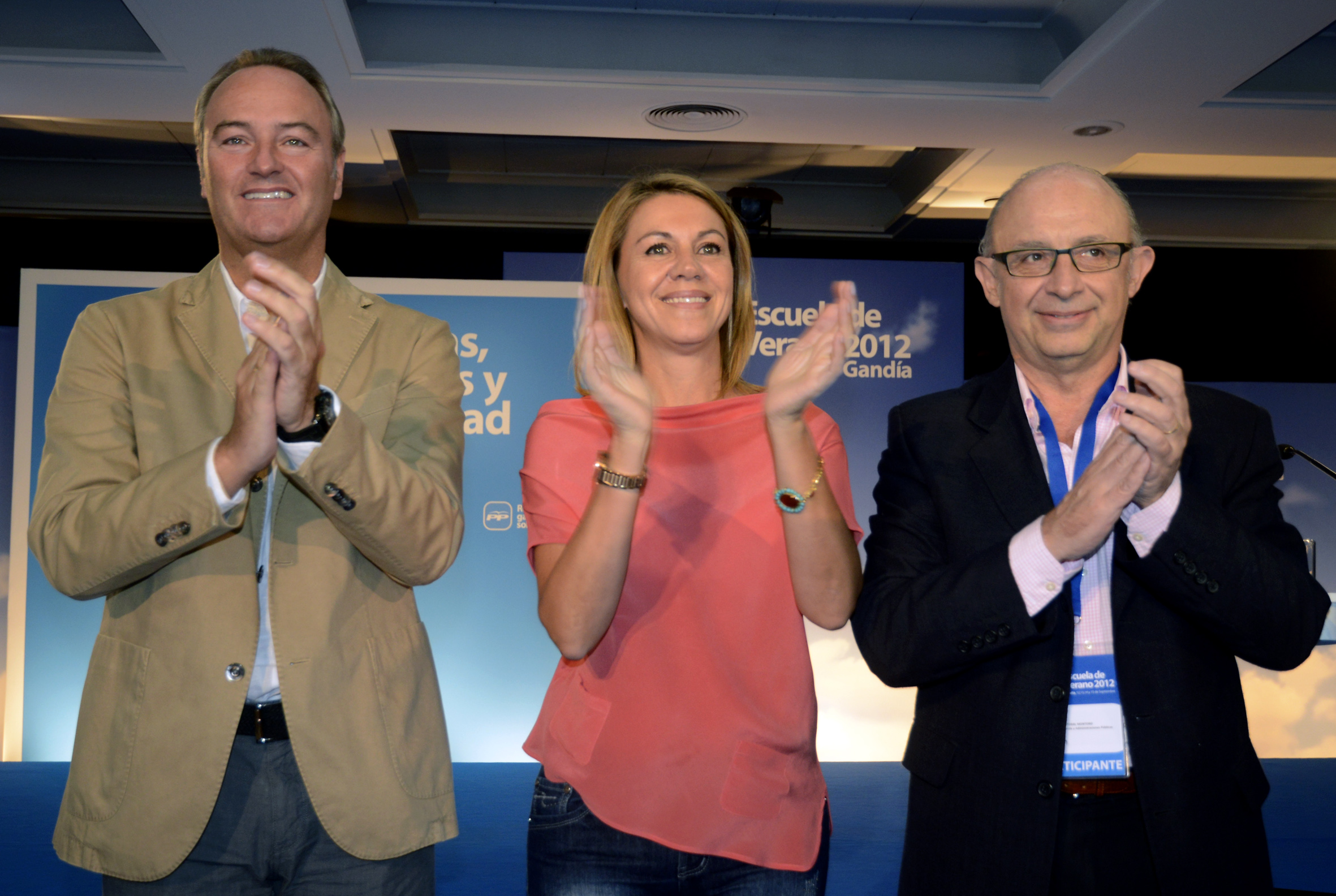
Dolores de Cospedal (al centre) qualificà la convocatòria de "Cop d'Estat"

### Reaccions polítiques
La manifestació va ser autoritzada per la Delegada del Govern Cristina Cifuentes posat que no és il·legal manifestar-se pacíficament mentre no s'estigui celebrant cap sessió en el Congrés dels Diputats, per la qual cosa va donar de termini fins a les 21:30 (hora local) perquè finalitzés la manifestació.
No obstant això es va topar amb l'opinió de la Secretària General María Dolores de Cospedal, qui va comparar Rodea el Congreso amb el fallit cop d'estat de 1981, al que José Bono va opinar que les seves declaracions van ser un disbarat amb les que anava a tirar més llenya al foc.
L'endemà, el líder de l'oposició, Alfredo Pérez Rubalcaba va afirmar que a Rajoy se li estava anant el país de les mans. El Ministre d'Interior, Fernández Díaz, va parlar de «violència extrema» per part d'alguns manifestants als quals s'enquadrà en organitzacions d'extrema esquerra. Per altra banda, alguns diputats d'Izquierda Unida com Gaspar Llamazares, Alberto Garzón o el líder de la formació, Cayo Lara, denunciaren les accions policials, qualificant-les de «desproporcionades» i «repressives», demanant la dimissió de Cifuentes.

## Rèpliques posteriors

### 26 de setembre
Després de les càrregues i enfrontaments del dia 25, es va decidir en assemblea en la Puerta del Sol de Madrid la convocatòria d'una nova concentració a Neptú per a l'endemà amb el nom Volveremos 26-S. La protesta enfront del Congrés va transcórrer sense incidents, sense produir-se càrregues policials. Durant part del seu desenvolupament la concentració va coincidir amb una manifestació dels sindicats CNT i CGT, que marxaven en suport a la vaga general que aquest dia se celebrava en el País Basc i Navarra. El seguiment fou menor que el dia anterior.

### 29 de setembre
El dissabte 29 de setembre es va tornar a envoltar el Congrés. Segons la Delegació del Govern 4.500 persones es van manifestar aquest dia, encara que fonts externes com la BBC van elevar aquesta xifra a 60.000 persones, convertint-la en la més nombrosa de totes. La manifestació va transcórrer de forma pacífica encara que finalment la plaça va ser desallotjada amb una nova càrrega policial. Durant la concentració es va demanar la dimissió del Govern, de la delegada del Govern, Cristina Cifuentes, la retirada dels Pressupostos Generals de l'Estat de 2013 i la llibertat dels detinguts en aquesta setmana.

## Altres successos relacionats

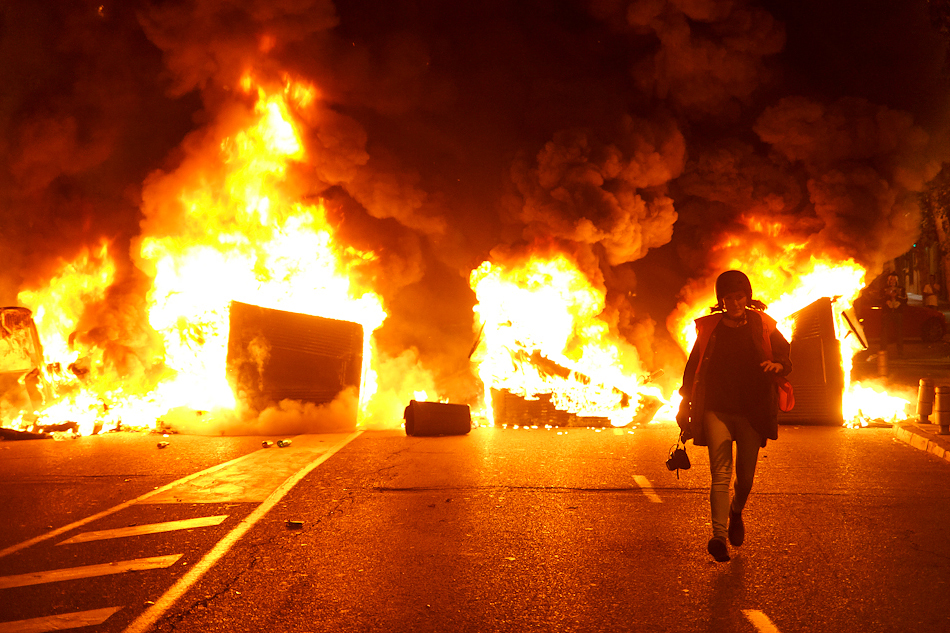
Disturbis del 14 de novembre de 2012

El dia 4 d'octubre el jutge Santiago Pedraz va deixar en llibertat i va arxivar la causa contra els vuit imputats que havien estat arrestats durant la manifestació del 25-S.
Coincidint amb la primera jornada de debat sobre els Pressupostos Generals de l'Estat, el dia 23 d'octubre es va tornar a intentar envoltar el Congrés. Aquesta convocatòria, al contrari que l'anterior, no va ser comunicada a les autoritats pel procediment ordinari. Al voltant de 1.500 policies foren desplegats amb motiu de les manifestacions.
El 14 de novembre de 2012, dia de Vaga general en tot Espanya, va ser convocada una acció paral·lela a les manifestacions sindicals que va tenir com a epicentre la Plaça de Cánovas del Castillo, a uns metres del Congrés. L'acció terme en nous disturbis i càrregues policials que van afectar altres manifestants no involucrats en la protesta que en aquest moment baixaven a Atocha travessant els voltants del Congrés des de la Plaça de Colón, on havia finalitzat la marxa sindical.

### Asedia el Congreso
El 25 d'abril de 2013 es va produir una nova convocatòria, aquesta vegada sota el lema Asedia el Congreso. La convocatòria va sortir de nou del col·lectiu Plataforma ¡En Pie! i de la Coordinadora 25-S, encara que en aquesta ocasió van ser moltes menys les organitzacions que es van sumar a la crida. El dia es va escollir perquè coincidís amb un ple del Congrés, que finalment va ser suspès i amb una sèrie de protestes en Portugal contra la troica, en commemoració de l'aniversari de la Revolució dels Clavells. Aquesta nova protesta a Madrid tenia per objectiu «assetjar el Congrés indefinidament i no abandonar-ho fins que el govern dimitís en bloc». La convocatòria va tenir un seguiment escàs, no més de 2000 persones, no obstant això, el desplegament policial va incloure a 1400 agents antidisturbis i es va saldar amb 15 detinguts i 29 ferits, 13 dels quals policies. Els detinguts van denunciar posteriorment agressions durant la seva detenció i confinament en dependències policials. Un mes després d'aquests fets, la Plataforma ¡En Pie! es va dissoldre. Al setembre del mateix any la Coordinadora 25-S va convocar una manifestació anti-monàrquica sota el lema Jaque al Rey.